# 第3號交響曲 (金希文)
第三號交響曲「台灣」，是台灣作曲家金希文的音樂作品。1995年，受加拿大溫哥華交響樂團委託創作，在1996年首演。

## 樂曲結構
樂曲採用傳統的快－慢－快形式，分為三個樂章。

### 第1樂章：掠奪
描繪外國勢力的入侵，以及人民心中的無助。

### 第2樂章：黑夜
採用台灣歌謠「雨夜花」，表達台灣人的感受。

### 第3樂章：崛起
描繪台灣人在黑夜中抗爭，為美好未來奮鬥。